# Deborah Lee James
Deborah Roche Lee, née James le 25 novembre 1958 à Long Branch (New Jersey), est une femme politique américaine membre du Parti démocrate. Elle est secrétaire à la Force aérienne des États-Unis du 20 décembre 2013 au 20 janvier 2017, durant le second mandat de la présidence de Barack Obama.